# Naja sputatrix
La cobra escupidora de Java (Naja sputatrix) es una especie de serpientes de la familia Elapidae, altamente venenosa y robusta, propia de Indonesia.

## Etimología
Naja sputatrix fue descrita por primera vez por el zoólogo alemán Friedrich Boie en 1827. El nombre del género «naja» es una latinización de la palabra sánscrita «naga», que significa «cobra»; el de la especie, «sputator», significa en latín «escupidor».

## Descripción
La cobra escupidora de Java tiene largas costillas cervicales, capaces de expandirse para formar una capucha cuando se ven amenazadas. El cuerpo de esta especie está comprimido dorsoventralmente y subcilíndrico-posteriormente. Puede crecer hasta un máximo de alrededor de 1.85 m. La cabeza es elíptica, un poco distinta del cuello con un hocico corto y redondeado y las fosas nasales grandes. Sus ojos son de tamaño moderado, con pupilas redondas. Las escamas dorsales son lisas y muy oblicuas. Existen algunas diferencias entre la coloración y el patrón de las muestras de Java y las muestras de las otras islas en las que esta especie se encuentra. Los adultos de Java son por lo general amarillo uniforme, marrón o de color negruzco, mientras que los juveniles tienen a menudo una ralla en la garganta y manchas laterales en la garganta.

## Distribución
Esta especie de cobra es nativa de Java, las Islas de la Sonda Menores, Bali, Lombok, Sumbawa, Komodo, Lomblen y Alor. La verificación sigue siendo necesaria en cuanto a si esta especie también se encuentra en las islas de Timor y Célebes. Se piensa que la única muestra de la isla de Célebes puede tener su origen en la isla de Java, ya que no se distinguía de las muestras procedentes de allí. 

## Hábitat
La cobra escupidora de Java se encuentra principalmente en bosques tropicales, pero la especie se adapta muy bien a una gran variedad de hábitats en todas las islas, incluidas las regiones más áridas, bosques secos y cultivados. En la isla de Komodo, se ha observado en una variedad de hábitats, incluyendo el seco (sabana) y la selva baja caducifolia. También se ha informado de ejemplares de la isla de Komodo que son reacios a escupir, pero las observaciones de campo sugieren lo contrario. Esta especie es presa fácil del dragón de Komodo.

## Comportamiento
La cobra escupidora de Java es muy defensiva, y rápidamente escupe veneno cuando se siente amenazada. Es una serpiente terrestre que es nocturna en la naturaleza. Se alimenta principalmente de pequeños mamíferos, tales como ratas y ratones, pero también se alimentan de ranas, de otras serpientes, y de lagartos. El herpetólogo Boeadi Shine, en un estudio publicado en 1998, midió y diseccionó 80 ejemplares de esta especie de Java y encontró que la mayoría de las presas estaba constituida por mamíferos.

## Reproducción
El apareamiento se produce durante la estación seca (de agosto a octubre). Las hembras suelen poner sus huevos al final de la estación seca, en noviembre, o en el comienzo de la temporada de lluvias. La puesta es de 13 y hasta 19 huevos, y el promedio es de unos 16, si bien las hembras de Java pueden poner hasta 36, con un promedio de unos 25. El período de incubación es de aproximadamente 88 días, según informa Kopstein. Como ocurre en los casos de otros elápidos, las crías son totalmente independientes desde el nacimiento.

## Estado de conservación
Esta especie está clasificada en el  Apéndice II de la CITES, donde se consignan especies que no están amenazadas de extinción pero que podrían llegar a estar a menos que el comercio de ejemplares esté sujeto a una reglamentación estricta.

## Veneno
El veneno es potente, pero es de acción lenta. Sus constituyentes más importantes son proteínas y enzimas de alto peso molecular, enzimas fosfolipasa A2, cardiotoxinas polipeptídicas de actividad citotóxica (60% del peso seco) y, como ocurre con todas las cobras, neurotoxinas postsinápticas (4,5%).